# Lepiota cristata
A Lepiota cristata, comumente conhecida como parasol de olhos castanhos, é uma espécie de cogumelo agárico, e possivelmente venenoso, da família Agaricaceae. É uma espécie comum e muito difundida - um dos fungos mais difundidos do gênero Lepiota - e foi relatada na Europa, no norte da Ásia, na América do Norte e na Nova Zelândia. Ela frutifica no solo em áreas perturbadas, como gramados, bordas de caminhos e estradas, parques e jardins. A espécie produz basidiomas caracterizados por escamas concêntricas planas e marrom-avermelhadas nos píleos e um odor desagradável que lembra borracha queimada. As vezes, espécies semelhantes de Lepiota podem ser distinguidas de L. cristata por diferenças na cor do píleo, na estrutura do estipe ou no odor, embora algumas espécies só possam ser distinguidas de forma confiável por meio de microscopia.

## Taxonomia
A Lepiota cristata foi descrita pela primeira vez como Agaricus cristatus pelo naturalista britânico James Bolton em seu trabalho de 1788, An History of Fungusses, Growing about Halifax. A coleta do holótipo foi feita em um jardim na cidade de Warley (Inglaterra) em 1787. Esse nome permaneceu até 1871, quando o micologista alemão Paul Kummer transferiu a espécie para o gênero Lepiota, onde ganhou seu nome atual, Lepiota cristata.
O MycoBank lista diversas variedades de Lepiota cristata. São elas:
- Lepiota cristata var. adextrinoidea E.Valenz. & G.Moreno (1994)
- Lepiota cristata var. congolensis Beeli (1927)[5]
- Lepiota cristata var. cristata P.Kumm.(1871)
- Lepiota cristata var. exannulata Bon (1981)[6]
- Lepiota cristata var. felinoides Bon (1981)[6]
- Lepiota cristata var. macrospora (Zhu L.Yang) J.F.Liang & Zhu L.Yang (2011)[7]
- Lepiota cristata var. pallidior Boud. ex Bon (1981)[6]
- Lepiota cristata var. viridispora Kyde & J.L.Peterson (1986)[8]

A Lepiota cristata var. sericea, descrita nos Países Baixos em 1922, é agora considerada sinônimo de Leucoagaricus sericifer. L. cristata var. exannulata, L. cristata var. felinoides e L. cristata var. pallidior podem ter um status taxonômico incerto, pois apesar de serem listadas como variedades de L. cristata, os mesmos bancos de dados também incluem esses três táxons como sinônimos de L. cristata. Lepiota castaneidisca já foi considerada sinônimo de L. cristata até que a análise molecular mostrou que se tratava de uma espécie distinta.
O epíteto específico cristata significa "com crista". Os nomes vernaculares do cogumelo incluem "lepiota malcheirosa" (malodorous lepiota), "parasol de olhos castanhos" (brown-eyed parasol), "lepiota borracha queimada" (burnt-rubber lepiota), e "manchado fedorento" (stinking dappling).

## Descrição
O basidioma tem um píleo com uma cor branca a creme, coberto com escamas marrom-avermelhadas dispostas concentricamente; na maturidade, o diâmetro do píleo varia de 1 a 5 cm. O centro do píleo é mais escuro e marrom-avermelhado. O píleo tem inicialmente a forma de um sino a convexo, depois se achata e desenvolve um umbo.
As lamelas aglomeradas são brancas a creme, livres de fixação ao estipe, e escurecem para marrons à medida que o cogumelo envelhece e os esporos amadurecem. O estipe geralmente tem entre 2 e 6 cm e 0,2 a 0,7 cm de espessura. Com um estipe quase liso e uma carne fina branca pálida, a L. cristata também tem um anel transitório que é membranoso.
O esporão dorsal nos esporos da Lepiota cristata lhes dá um formato triangular ou de cunha; eles medem de 7 a 8,5 por 3 a 4 μm. Esses esporos são levemente dextrinoides, o que significa que se coram de vermelho escuro a marrom avermelhado com a aplicação do reagente de Melzer. Os cistídios na borda da lamela (queilocistídios) são em forma de taco e medem cerca de 15-25 por 8-14 μm; não há cistídios na face da lamela (pleurocistídios); a pileipellis é uma camada himeniforme de células hifais de cerca de 30-50 por 10-25 μm. A esporada é branca, exceto em L. cristata var. viridispora, onde a esporada é verde-acinzentada, semelhante à da Chlorophyllum molybdites.
A Lepiota cristata foi descrita como tendo um odor forte, característico e desagradável, como borracha queimada, peixe, pungente, fétida, fungosa, frutada, farinhenta e doce. Apesar disso, a L. cristata foi descrita como tendo um sabor suave e agradável.

### Espécies semelhantes
Foram descritas várias espécies - na América do Norte, Europa e Ásia - que são semelhantes em aparência e morfologia à Lepiota cristata. Evidências biogeográficas sugerem que a L. cristata e espécies semelhantes podem formar um complexo de espécies muito difundido com uma ampla faixa de variação. Ela pode ser confundida com outras espécies de Lepiota, como a L. ignivolvata, embora a L. ignivolvata possa ser distinguida da L. cristata por ter um anel de cor laranja brilhante ou marrom-avermelhada na parte inferior do estipe. A espécie rara e tóxica L. lilacea tem uma morfologia semelhante à L. cristata, mas tem cores púrpura a marrom-púrpura. A sósia L. saponella, encontrada na costa oeste da França, distingue-se da L. cristata por seu odor de sabão, lamelas de cor amarelada e escamas menores na superfície do píleo. Microscopicamente, seus esporos são mais triangulares do que os da L. cristata. A Lepiota cristatanea, uma espécie do sudoeste da China batizada por sua semelhança com a L. cristata, tem basidiomas menores e esporos menores, normalmente medindo 4,0-5,5 por 2,5-3,0 μm.

## Habitat e distribuição
A Lepiota cristata é uma espécie saprófita, que obtém nutrientes por meio da decomposição de matéria orgânica morta ou deteriorada. O comportamento saprófito da L. cristata foi observado no solo de árvores de folhas largas e coníferas (Pinopsida). A L. cristata pode ser encontrada crescendo individualmente ou em pequenos grupos e em vários habitats, incluindo bosques, jardins (especialmente os sombreados e úmidos), resíduos de jardim, grama curta, serapilheira, caminhos, valas e outras áreas de solo perturbado.
A Lepiota cristata é uma das espécies de Lepiota mais amplamente distribuídas e pode ser encontrada na América do Norte (ao norte do México), em toda a Europa e no norte da Ásia. Ela também é encontrada na Nova Zelândia.

## Toxicidade
Embora não se saiba ao certo se a Lepiota cristata é venenosa para os seres humanos ou não, os micologistas pelo menos a consideram suspeita. Essa suspeita vem do fato de que muitas outras espécies pequenas de Lepiota são venenosas. Foi dito que a L. cristata causa sintomas gastrointestinais. Até recentemente, havia uma confusão potencialmente prejudicial relacionada à toxicidade da L. cristata, pois na Grã-Bretanha outras espécies comumente chamadas de dapperlings eram chamados de parasol. Um cogumelo parasol é um cogumelo do gênero Macrolepiota, ou, as vezes, usado especificamente para se referir a Macrolepiota procera, e, ao contrário da L. cristata, esses cogumelos são comestíveis. Essa frequente identificação errônea pode ter aumentado a incidência de envenenamento.